# Liste der Biografien/Schk
Liste der Biografien |
Portal Biografien |
Personensuche
# |
A |
B |
C |
D |
E |
F |
G |
H |
I |
J |
K |
L |
M |
N |
O |
P |
Q |
R |
S |
T |
U |
V |
W |
X |
Y |
Z |
?
 
Sa |
Sb |
Sc |
Sd |
Se |
Sf |
Sg |
Sh |
Si |
Sj |
Sk |
Sl |
Sm |
Sn |
So |
Sp |
Sq |
Sr |
Ss |
St |
Su |
Sv |
Sw |
Sy |
Sz
 
Sca–Sce |
Sch |
Sci–Scz
 
Scha |
Schc |
Schd |
Sche |
Schg |
Schi |
Schj |
Schk |
Schl |
Schm |
Schn |
Scho |
Schp |
Schr |
Schs |
Scht |
Schu |
Schv |
Schw |
Schy
Die Liste der Biografien führt alle Personen auf, die in der deutschsprachigen Wikipedia einen Artikel haben. Dieses ist eine Teilliste mit 41 Einträgen von Personen, deren Namen mit den Buchstaben „Schk“ beginnt.

## Schk

### Schka
- Schkabarnja, Olga (* 1987), russische Schauspielerin, Model und Pornodarstellerin
- Schkadow, Iwan Nikolajewitsch (1913–1991), sowjetischer General
- Schkanawa, Maryja (* 1989), belarussische Skirennläuferin
- Schkapenko, Pawlo (1972–2023), sowjetischer bzw. ukrainischer Fußballspieler
- Schkaplerow, Anton Nikolajewitsch (* 1972), russischer Kosmonaut
- Schkapskaja, Marija Michailowna (1891–1952), russisch-sowjetische Dichterin und Journalistin
- Schkarlet, Serhij (* 1972), ukrainischer Politiker
- Schkarupa, Grigori Anatoljewitsch (* 1989), russischer Opernsänger (Bassbariton)

### Schke
- Schkedi, Eljezer (* 1957), israelischer General

### Schki
- Schkidtschenko, Wolodymyr (* 1948), ukrainischer Offizier und Politiker
- Schkirando, Walerija Jurjewna (* 1988), russische Schauspielerin
- Schkirjatow, Matwei Fjodorowitsch (1883–1954), sowjetischer Politiker

### Schkj
- Schkjaljonak, Mikalaj (1899–1946), weißrussischer politischer Aktivist

### Schkl
- Schkljar, Wassyl (* 1951), ukrainischer Bestsellerautor und politischer Aktivist
- Schkljarow, Witali (* 1976), belarussischer und amerikanischer Politikberater und Wahlkampfleiter
- Schkljarow, Wladimir Andrejewitsch (1985–2024), russischer Balletttänzer
- Schklowski, Boris Ionowitsch (* 1944), russischer Physiker
- Schklowski, Iossif Samuilowitsch (1916–1985), sowjetischer Astronom und Astrophysiker
- Schklowski, Wiktor Borissowitsch (1893–1984), russischer und sowjetischer Kritiker, Schriftsteller und PamphletistWiktor Borissowitsch Schklowski (1893–1984)

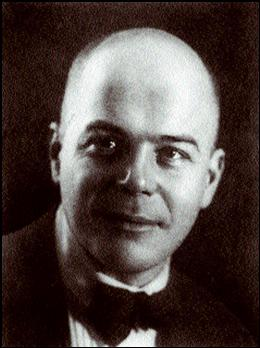
Wiktor Borissowitsch Schklowski (1893–1984)

### Schko
- Schkodrow, Wladimir (1930–2010), bulgarischer Astronom
- Schkolik, Igor Anatoljewitsch (* 2001), russischer Fußballspieler
- Schkolina, Swetlana Wladimirowna (* 1986), russische Hochspringerin
- Schkolnyj, Kostjantyn (* 1961), russischer Bogenschütze
- Schkölzinger, Vreni, Schweizer Badmintonspielerin
- Schkopik, Franz (1900–1980), deutscher Politfunktionär (KPTSch/SED), Leiter von Bezirksverwaltungen des MfS
- Schkopp, Bernhard von (1817–1904), preußischer General der Infanterie, Gouverneur von Straßburg
- Schkopp, Eugen von (1839–1925), preußischer Generalmajor
- Schkopp, Hermann von (1833–1898), preußischer General der Infanterie
- Schkot, Nikolai Jakowlewitsch (1829–1870), russischer Marineoffizier und Hydrograph
- Schkotow, Alexei Alexejewitsch (* 1984), russischer Eishockeyspieler

### Schku
- Schkudun, Hanna (* 1995), ukrainische Tennisspielerin
- Schkuhr, Christian (1741–1811), deutscher Botaniker
- Schkurat, Oksana (* 1993), ukrainische Hürdenläuferin
- Schkuratowa, Jekaterina (* 1987), belarussische Gewichtheberin
- Schkurenjow, Ilja Jurjewitsch (* 1991), russischer Zehnkämpfer
- Schkurichina, Darja Walerjewna (* 1990), russische Turnerin und Olympiasiegerin
- Schkurinski, Alexander Walerjewitsch (* 1995), russischer Handballspieler
- Schkurlatow, Witali Wladimirowitsch (* 1979), russischer Weitspringer
- Schkuro, Andrei Grigorjewitsch (1887–1947), russischer General während des Russischen Bürgerkrieges und Verbündeter der NazisAndrei Grigorjewitsch Schkuro (1887–1947)

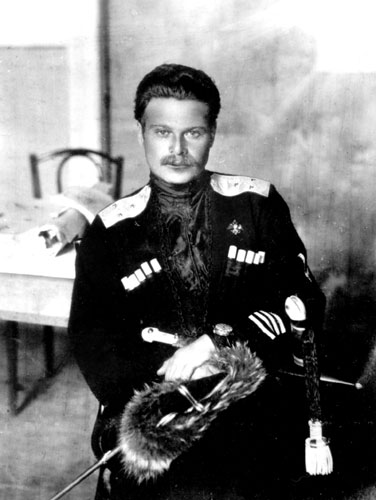
Andrei Grigorjewitsch Schkuro (1887–1947)

- Schkuryn, Ilja (* 1999), belarussischer Fußballspieler

### Schkw
- Schkwarzew, Alexander Alexejewitsch (1900–1970), sowjetischer Diplomat und Textilwissenschaftler